# Сок-Рапідс (Міннесота)
Сок-Рапідс (англ. Sauk Rapids) — місто (англ. city) в США, в окрузі Бентон штату Міннесота. Населення — 13 862 особи (2020).

## Географія
Сок-Рапідс розташований за координатами 45°35′43″ пн. ш. 94°9′17″ зх. д. / 45.59528° пн. ш. 94.15472° зх. д. (45.595208, -94.154667).  За даними Бюро перепису населення США в 2010 році місто мало площу 16,45 км², з яких 15,80 км² — суходіл та 0,65 км² — водойми.

## Демографія
Згідно з переписом 2010 року, у місті мешкали 12 773 особи в 4960 домогосподарствах у складі 3222 родин. Густота населення становила 776 осіб/км².  Було 5219 помешкань (317/км²).
Расовий склад населення:
| - 94,9 % — білих - 1,2 % — чорних або афроамериканців - 1,2 % — азіатів - 0,5 % — корінних американців |

До двох чи більше рас належало 1,8 %. Частка іспаномовних становила 1,8 % від усіх жителів.
За віковим діапазоном населення розподілялося таким чином: 25,9 % — особи молодші 18 років, 63,3 % — особи у віці 18—64 років, 10,8 % — особи у віці 65 років та старші. Медіана віку мешканця становила 32,8 року. На 100 осіб жіночої статі у місті припадало 95,3 чоловіків;  на 100 жінок у віці від 18 років та старших — 91,7 чоловіків також старших 18 років.
Середній дохід на одне домашнє господарство  становив 61 280 доларів США (медіана — 48 410), а середній дохід на одну сім'ю — 70 097 доларів (медіана — 60 313). Медіана доходів становила 46 806 доларів для чоловіків та 36 195 доларів для жінок. За межею бідності перебувало 21,5 % осіб, у тому числі 28,8 % дітей у віці до 18 років та 19,3 % осіб у віці 65 років та старших.
Цивільне працевлаштоване населення становило 6572 особи. Основні галузі зайнятості: освіта, охорона здоров'я та соціальна допомога — 28,9 %, роздрібна торгівля — 14,4 %, виробництво — 12,9 %.